# Пясецький Вальдемар Едуардович
Вальдемар Пясе́цький (5 січня 1934 — 29 червня 2020) — український краєзнавець. Автор понад чотирьох сотень праць про історію волинського краю.

## Життєпис
Народився в Дубровиці (Рівненська область), в дитинстві розмовляв лише польською. Був охрещений як Вальдемар, хоча в пізніших документах його записували як Володимира. Дитинство минуло в селах Чесний Хрест, Менчиці, Мишів Володимир-Волинського району. Мати, Броніслава Павлівна, була вчителькою молодших класів. Батько — лікар. Інтерес до краєзнавства проявляв ще його дід, автор неопублікованої розвідки «Підволочиськ під поглядом історичним, економічним і тому подібне». Мати також цікавилася краєзнавством, багато подорожувала по Волині. Батько в німецько-російську війну воював в Армії Крайовій, працював у тюрмі, пізніше загинув у Майданеку. Початкову освіту отримав від матері, потім навчався в школі у Володимирі. Після закінчення школи Вальдемар познайомився із відомим краєзнавцем Олександром Цинкаловським.
Потім навчався у Львові на архітектурному відділі політехніки. Продовжив навчання у Орловському педінституті в Росії, спеціалізуючись на історії мистецтва. В 1950-і перебував під судом за читання забороненої в СРСР літератури. Суд відбувався в Луцьку, саме тоді Пясецький вперше побував у цьому місті. Працював викладачем історії мистецтв у Луцькій художній школі та Луцькому педінституті ім. Лесі Українки. Свою першу краєзнавчу розвідку про Луцьк написав у 1973 році. Був знаний як дослідник найважливіших осередків давнього Луцька та його околиць.
Після смерті матері почав відвідувати костел, став діячем Товариства польської культури на Волині ім. Єви Фелінської.
Восени 2017 року з дружиною переїхав до Польщі через стан здоров'я.
Наступного дня після смерті краєзнавця, 29 червня 2020 року, відбулося падіння Лесиного ясена, лучани відмітили символічність події.

## Родина
Двоє доньок.

## Нагороди та відзнаки
- «Заслужений діяч культури Польщі»[2].
- «Почесний краєзнавець України»[9].

## Головні праці
Вальдерма Пясецький — автор досліджень з минувшини Луцька, Володимира-Волинського, Любомля, Устилуга, Горохова, Порицька, Перемиля, Боремля, Кисилина, Олики, Локач, Сельця. Найбільше знаний за книгами:
- Пясецький В. Е., Мандзюк Ф. Г. Вулиці і майдани Луцька (2005)
- Пясецький В. Е. Родовід Лучеська Великого (2019)